# 丽江远志
丽江远志（学名：Polygala lijiangensis）为远志科远志属下的一个种。其种加词“lijiangensis”意为“云南丽江的”。